# Wang Hao (logicien)
Pour les articles homonymes, voir Wang Hao et Wang (patronyme).
Wang Hao (chinois simplifié : 王皓 pinyin : Wáng Hào) (20 mai 1921 ou 21 mai 1921 à Jinan (Chine) - 13 mai 1995 à New York) est un logicien, philosophe et mathématicien sino-américain.

## Biographie
Hao Wang invente à la fin des années 1950 un modèle de calculabilité similaire à la machine de Turing : La machine de Wang, où le graphe d'état est remplacé par une suite d'instructions (l'idée a été publiée en 1936 par Emil Post).
Il crée également un modèle de calculabilité par des pavages ou dominos (jeu). Ses étudiants suggèrent des pièces de puzzle à la place des pavés, et démontrent au début des années 1960 l'existence de pavages non périodiques du plan.
Hao Wang est également connu pour avoir été le premier à programmer un ordinateur pour faire des démonstrations mathématiques.
Enfin il a été le dernier logicien à fréquenter Kurt Gödel à la fin de sa vie, et il a publié un livre de philosophie rédigé d'après les notes de ses entrevues avec Gödel : A logical journey: From Gödel to philosophy. Il était le seul homme présent aux obsèques de Gödel, aux côtés de la veuve, et d'une amie.